# Hexatoma pallidipes
Hexatoma pallidipes är en tvåvingeart som först beskrevs av Alexander 1926.  Hexatoma pallidipes ingår i släktet Hexatoma och familjen småharkrankar. Inga underarter finns listade i Catalogue of Life.